# Lodè
Lodè – miejscowość i gmina we Włoszech, w regionie Sardynia, w prowincji Nuoro. Graniczy z Fonni i Gavoi.
Według danych na rok 2021 gminę zamieszkuje 1638 osób, 13,27 os./km².